# Tribal house
Genres dérivés
Jungle terror
Genres associés
Tech house
La tribal house (ou afro house) est un sous-genre musical de la musique house mélangeant house traditionnelle et musiques du monde. La structure est similaire à celle de la deep house, mais fournit des percussions de type musique indigène (typiquement congas ou ses dérivés synthétisés).

## Histoire
Au début des années 1990, la house est scindée en nombreux autres sous-genres musicaux. La tribal house est créée par un mélange de rythme en 4/4 et de la polyrythmie.